# Ferdinand Justi

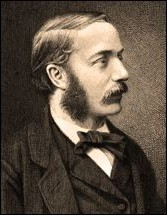
Ferdinand Justi

Ferdinand Wilhelm Jacob Justi (Marburgo, 2 giugno 1837 – Marburgo, 17 febbraio 1907) è stato un linguista e orientalista tedesco.

## Biografia
Completò i suoi studi di linguistica all'Università di Marburgo e di Gottinga. Nel 1861 tornò a Marburgo, dove nel 1865 divenne associato e nel 1869 professore di linguistica comparativa e di filologia germanica.
Oltre all'attività accademica, studiò con meticolosa precisione la vita dei contadini dell'Assia nell'ultimo terzo del XIX secolo, in particolare nelle immediate vicinanze di Marburgo, su cui scisse le sue osservazioni aggiungendo innumerevoli schizzi e acquerelli. Uno dei suoi temi principali comprendeva la descrizione di edifici, mobili, attrezzi agricoli, e soprattutto costumi, con tutte le loro sfumature e accessori.
Partecipò alla scrittura di Allgemeine Geschichte in Einzeldarstellungen, opera storica che fu realizzata da un gruppo di scrittori tedeschi, coordinati da Wilhelm Oncken.

## Opere
- Handbuch der Zendsprache. Lipsia 1864
- Dictionnaire kurde-francaise. San Pietroburgo 1879
- Geschichte des alten Persiens. Berlino 1879 [ tr. it.: Storia della Persia antica,Milano, Messaggerie Pontremolesi, 1989: rist. anastatica]
- Kurdische Grammatik. San Pietroburgo 1880
- Geschichte der orientalischen Völker im Altertum. Berlino 1884
- Iranisches Namenbuch. Marburgo 1884
- Hessisches Trachtenbuch. Marburgo 1899 - 1905